# غوشلو
غوشلو هي قرية في مقاطعة بارس أباد، إيران. عدد سكان هذه القرية هو 1,680 في سنة 2006.